# 黏果酸漿
黏果酸漿（學名：Physalis philadelphica）又稱墨西哥酸漿，是茄科灯笼果属的植物。所結果實形似蕃茄，而本身也是蕃茄的遠親。西半球皆有種植，盛產於中美洲一帶墨西哥等國家。多半於未成熟呈綠色時採收，其成熟果實可帶紫色。為常見墨西哥料理所用食材，在當地其西班牙文別名「tomate verde」（綠蕃茄）源于那瓦特人用黏果酸漿“tomatl”来称呼番茄「xītomatl」，用於製作綠色莎莎醬等菜餚；西班牙文別名「miltomate」则直接来源于那瓦特语黏果酸漿别名“mīltomatl”。

## 历史
黏果酸漿在欧洲人到达墨西哥之前已被驯化，在玛雅和阿兹特克文化中发挥着比西红柿更重要的作用。其学名“philadelphica”可追溯到18世纪。

## 分布
黏果酸漿原产于中美洲和北美的西南地区。在墨西哥，该植株主要生长于伊達爾戈州和莫雷洛斯州；它也生长于危地马拉的高原地区，它被称为“miltomate”。
黏果酸漿的植株已输出到全世界。在1950年代，它输出到印度，在拉贾斯坦种植；它也传播到了澳大利亚昆士兰、南非波羅克瓦尼和肯尼亚。在美国，黏果酸漿生长于加利佛尼亚州和爱荷华州，爱荷华州立大学的科学家选出了一个适于中西部农场品种把它叫作“jamberry”。1952年，另一个叫作“jumbo husk tomato”的品种被选入俄亥俄州。

## 应用
黏果酸漿是墨西哥和中美州的绿色萨尔萨辣酱的关键成分，绿色和酸味是其在烹饪中的主要贡献。紫色和红色成熟品种通常具有轻微的甜味，与绿色和黄色成熟品种不同，因此通常用于制作果酱。与他们的近亲灯笼果一样，黏果酸漿富含果胶。另一个特征是，它们的汁液粘稠的表皮按其朝向角度变化，最多的是外皮绿色的一面。
成熟黏果酸浆可冷藏保存大约两个星期，去掉外皮放入密封塑料袋后冷藏可保存更长时间。也可以将其整个或切片冷冻。

## 圖像

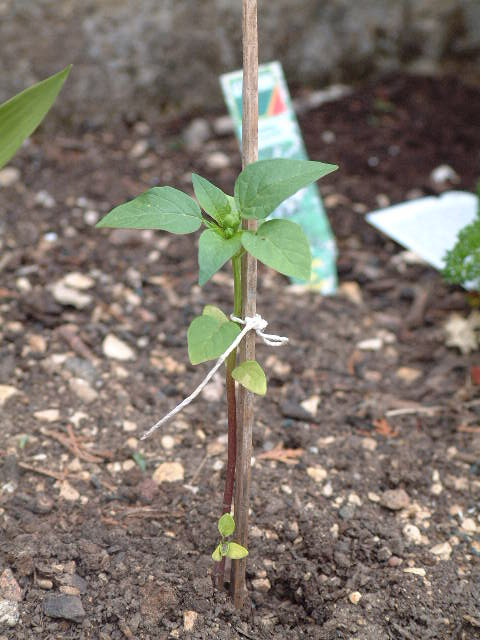
幼株
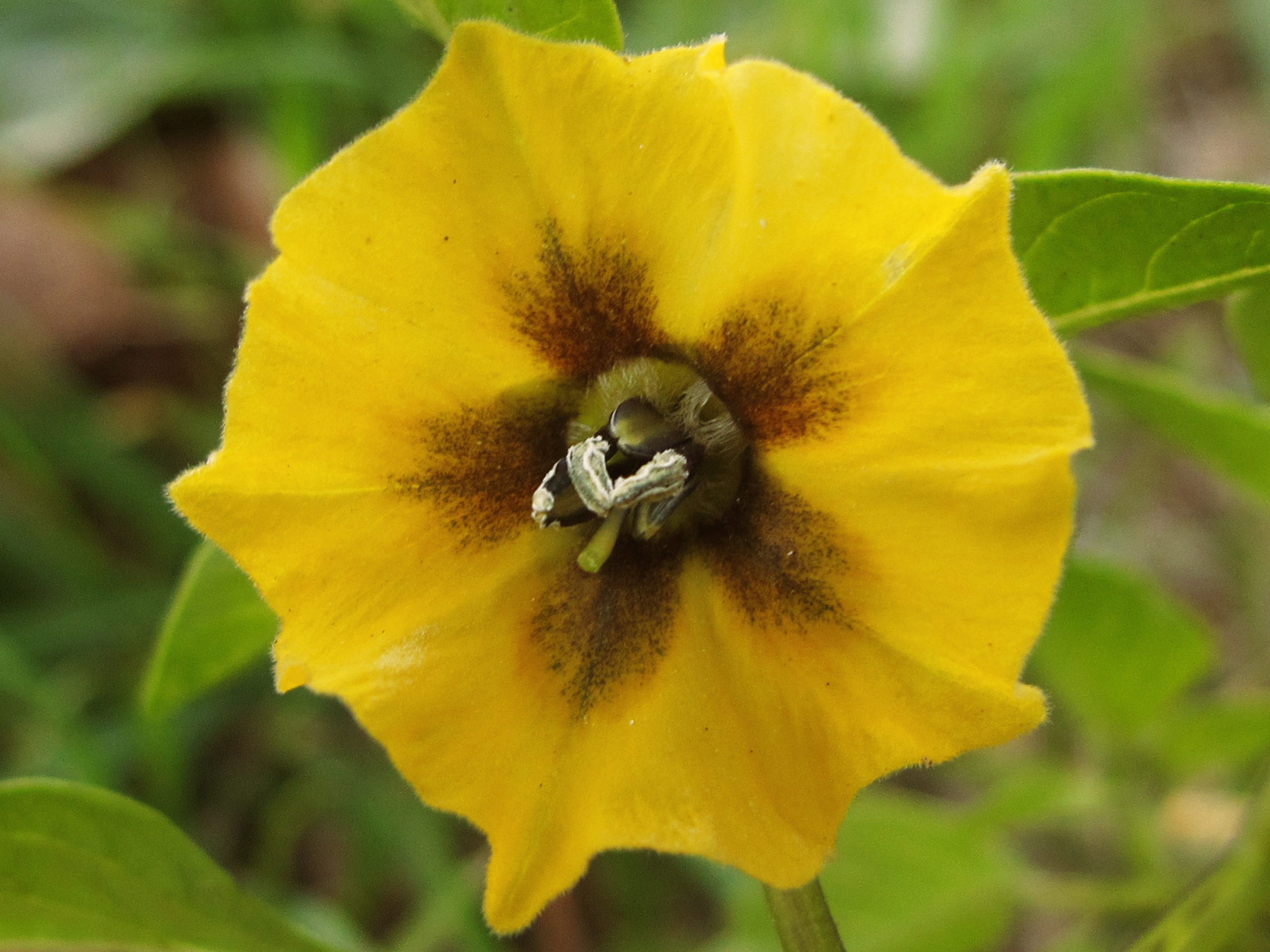
花朵
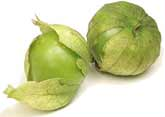
綠色果實
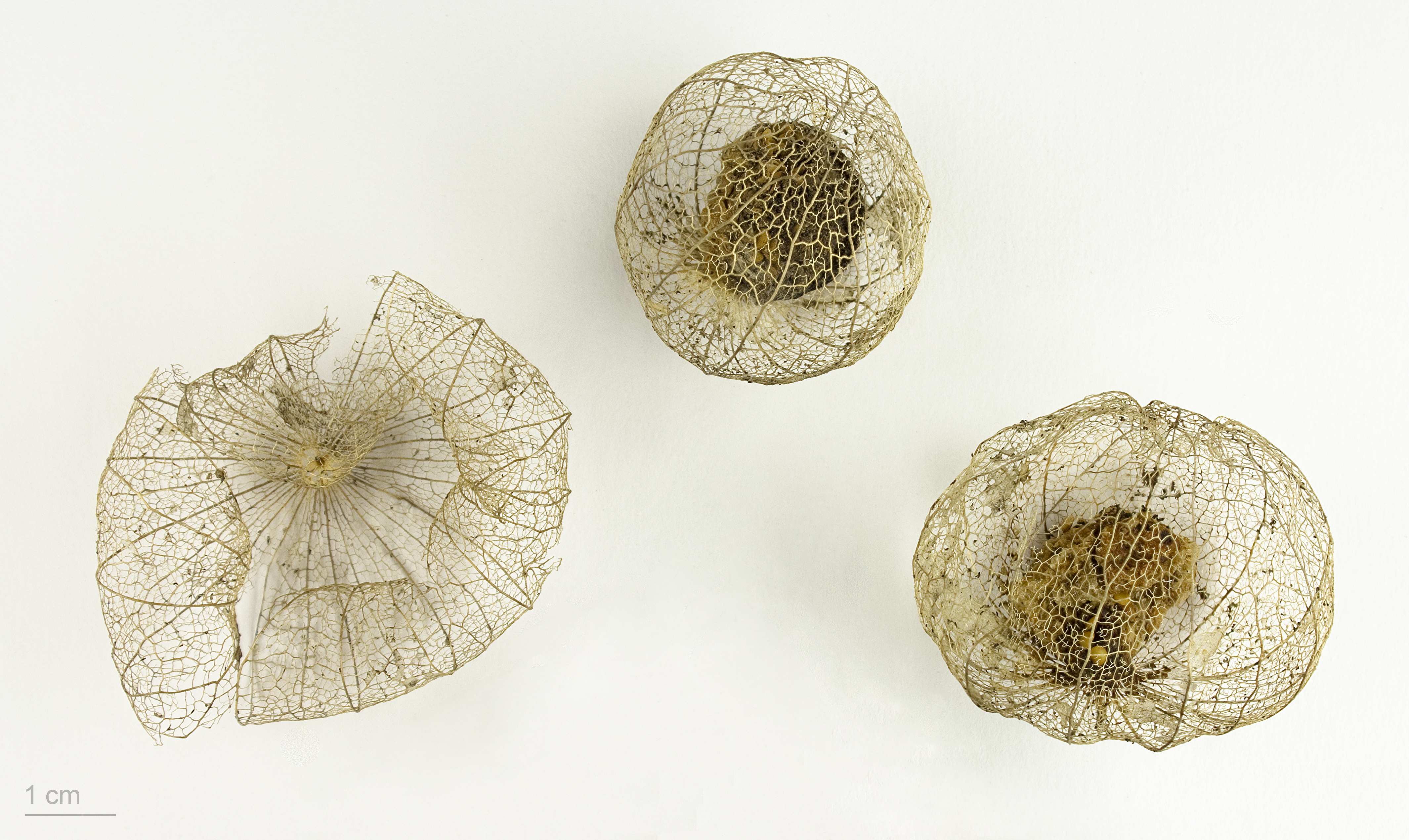
Physalis ixocarpa - Museum specimen

1. 1 2 3  Small, Ernest. . CRC Press. 2011: 117–20  [2016-12-13]. ISBN 9781439856888. （原始内容存档于2017-03-13）.
2. ↑  Morton, Julia F. . . Winterville: Creative Resource Systems. 1987: 434–37  [2016-12-13]. ISBN 0-9610184-1-0. （原始内容存档于2017-07-05）.
3. ↑  Carter, Noelle; Deane, Donna. . Los Angeles Times. 14 May 2008  [3 August 2009]. （原始内容存档于2009-06-30）.